# Grolanda-Jäla församling
Grolanda-Jäla församling var en församling i Skara stift och i Falköpings kommun. Församlingen uppgick 2006 i Floby församling.

## Administrativ historik
Församlingen bildades 2002 genom sammanslagning av Grolanda och Jäla församlingar och ingick sedan till 2010 i Floby pastorat. Församlingen uppgick 2010 i Floby församling.

## Kyrkor
- Grolanda kyrka
- Jäla kyrka